# Изаков, Кайрат Кочкорбаевич
Кайрат Кочкорбаевич Изаков (род. 17 июля 2000, Кара-Куль, Джалал-Абадская область) — киргизский футболист, защитник клуба «Абдыш-Ата». Выступал за сборную Кыргызстана.

## Биография
Начал карьеру в 2015 году в Первой лиге Кыргызстана, где выступал за «Энергетик» из города Кара-Куль, являясь одним из лучших бомбардиров своей команды. В 2017 году играл на любительском уровне в Российской Федерации. В 2018 году присоединился к ошской «Академии», выступавшей в чемпионате Кыргызстана. В дальнейшем играл за «Алгу» и «Нефтчи» из Кочкор-Аты, вместе с которыми становился бронзовым призёром Киргизской Премьер-лиги. Кроме того, в 2020 году в составе «Нефтчи» дебютировал в Кубке АФК.
С 2021 года — игрок «Абдыш-Аты». В 2022 году Изаков вместе с «Абдыш-Атой» оформил золотой дубль — став чемпионом и обладателем кубка Кыргызстана. Изаков по версии интернет-портала Transfermarkt вошёл в число самых дорогих футболистов киргизского чемпионата 2022 года.
В составе национальной сборной Кыргызстана дебютировал 2 сентября 2021 года в товарищеской игре против Палестины (1:0). Всего по итогам 2021 года сыграл в 4 товарищеских матчах сборной.

## Достижения
- Чемпион Кыргызстана: 2022
- Серебряный призёр чемпионата Кыргызстана: 2021
- Бронзовый призёр чемпионата Кыргызстана (2): 2019, 2020
- Обладатель Кубка Кыргызстана: 2022